# M. John Harrison
Michael John Harrison (Warwickshire, 26 luglio 1945) è uno scrittore britannico, noto soprattutto con lo pseudonimo di M. John Harrison come autore di slipstream, fantascienza e fantasy.
Esponente di rilievo della New Wave, la sua prima pubblicazione risale al 1966. Dal 1968 al 1975 ha lavorato come redattore per la rivista New Worlds.
Appassionato di arrampicata su roccia, ha scritto nel 1989 il romanzo Climbers, vincitore del Boardman Tasker Prize.
Tra le altre sue opere più celebri vi sono il ciclo di Viriconium (formato da diversi racconti), il romanzo di fantascienza Luce dell'universo (2002, Light) e un'altra raccolta di storie brevi, Things That Never Happen.
Harrison scrive regolarmente articoli sulla letteratura per il Times Literary Supplement, il Guardian e il Daily Telegraph.
In Italia, sino al 2020 sono stati tradotti cinque suoi romanzi: il già citato Luce dell'universo, La città del lontanissimo futuro (The Pastel City, 1971), Nova swing (Nova Swing, 2006), Lo spazio deserto (Empty Space, 2012) e Riaffiorano le terre inabissate (The Sunken Land Begins to Rise Again, 2020).

## Opere

### Ciclo di Viriconium
La saga principale consiste di tre romanzi:
1. La città del lontanissimo futuro (The Pastel City), New English Library, 1971. Traduzione di Beata Della Frattina, Urania 809, Arnoldo Mondadori Editore, 11 novembre 1979.
2. A Storm of Wings, Doubleday, 1980.
3. In Viriconium, Victor Gollancz, 1982.

Alla trilogia primaria si lega poi la raccolta di testi brevi Viriconium Nights, di cui l'autore ha allestito negli anni molte edizioni diverse sia per contenuti sia per ordine dei materiali. Si elencano di seguito tutti i dieci racconti apparsi in almeno un'edizione del volume, in ordine di pubblicazione:
- "The Lamia and Lord Cromis", nell'antologia New Worlds Quaterly I, a cura di Michael Moorcock, Sphere Books, 1971.
- "Lamia Mutable", nell'antologia Again, Dangerous Visions, a cura di Harlan Ellison, Doubleday, 1972.
- "Events Witnessed from a City", nella raccolta The Machine in Shaft Ten and Other Stories, Panther, 1975.
- "Viriconium Knights", nell'antologia Elsewhere, a cura di Mark Alan Arnold e Terri Windling, Ace Books, 1981.
- "Strange Great Sins", nella rivista Interzone 5, Autunno 1983.
- "The Lords of Misrule", nell'antologia Savoy Dreams, a cura di David Britton e Michael Butterworth, Savoy Books, 1984.
- In Viriconium, composto appositamente per la raccolta Viriconiun Nights, Ace Books, 1984.
- "The Luck in the Head", composto appositamente per la raccolta Viriconiun Nights, Ace Books, 1984.
- "A Young Man's Journey to Viriconium", nella rivista Interzone 12, Estate 1985.
- "The Dancer from the Dance", composto appositamente per la raccolta Viriconiun Nights, Victor Gollancz, 1985.

La trilogia di romanzi e la più recente versione della raccolta di racconti (comprendente sette testi) sono state riunite assieme per la prima volta nel volume omnibus Viriconium, Fantasy Masterworks 7, Victor Gollancz, 2000.

### Ciclo di Tag il Gatto
Tetralogia composta in collaborazione con Jane Johnson sotto lo pseudonimo di Gabriel King.
1. The Wild Road, Century, 1997.
2. The Golden Cat, Century, 1998.
3. The Knot Garden, Century, 2000.
4. Nonesuch, Arrow Books, 2001.

### Ciclo delKefahuci Tract
1. Luce dell'universo (Light), Victor Gollancz, 2002. Traduzione di Vittorio Curtoni, Urania Speciale 26, Arnoldo Mondadori Editore, Febbraio 2006.
2. Nova Swing (Nova Swing), Victor Gollancz, 2006. Traduzione di Flora Staglianò, Urania 1559, Arnoldo Mondadori Editore, Giugno 2010.
3. Lo spazio deserto (Empty Space), Victor Gollancz, 2012. Traduzione di Flora Staglianò Della Rossa, Urania 1604, Arnoldo Mondadori Editore, Marzo 2014.

### Romanzi e novelle autoconclusivi
- The Committed Men, New Authors Discovery 64, Hutchinson, 1971.
- The Centauri Device, Doubleday, 1975[1].
- Climbers, Victor Gollancz, 1989.
- The Course of the Heart, Victor Gollancz, 1992.
- Signs of Life, Victor Gollancz, 1996.
- Anima, Victor Gollancz, 2005. Volume doppio contenente Signs of Life e The Course of the Heart.
- Riaffiorano le terre inabissate (The Sunken Land Begins to Rise Again), Victor Gollancz, 2020. Traduzione di Luca Fusari, Edizioni Altantide, 2021.

### Raccolte di racconti
- The Machine in Shaft Ten and Other Stories, Panther, 1975. Comprende tre racconti di Viriconium e nove autoconclusivi.
- The Ice Monkey and Other Stories, Victor Gollancz, 1985. Comprende sette racconti.
- Travel Arrangements, Victor Gollancz, 2000. Comprende quattordici racconti.
- Things That Never Happen, Night Shade Books, 2002. Comprendere paratesti di Harrison e di China Miéville, tutti i contenuti di The Ice Monkey and Other Stories e di Travel Arrangements e tre scritti mai raccolti in volume (di cui uno afferente a Viriconium), per un totale di ventiquattro racconti.
- You Should Come With Me Now, Comma Press, 2017. Comprende quarantadue racconti.
- Settling the World: Selected Stories 1970-2020, Comma Press, 2020. Comprende una prefazione di Jennifer Hodgson e diciassette racconti, di cui uno afferente a Viriconium.

### Saggistica
- Fawcett on Rock, Harper Collins, 1987; firmato come Mike Harrison. Biografia dell'arrampicatore Ron Fawcett.
- Parietal Games: Critical Writings by and on M. John Harrison, a cura di Mark Bould e Michelle Reid, Foundation Studies in Science Fiction 5, The Science Fiction Foundation, 2005. Contiene articoli e saggi di Harrison composti dal 1968 al 2004, otto saggi di altri autori sull'opera di Harrison e un'intervista con l'autore
- Wish I Was Here, Serpent's Tail, 2023.

## Riconoscimenti e premi
- Boardman Tasker Prize for Mountain Literature per il 1989 a Climbers.
- Premio James Tiptree Jr. per il 2002 a Luce dell'universo (Light); vincitore ex æquo con Storie da uomini (Stories for Men) di John Kessel.
- Premio Arthur C. Clarke per il 2007 a Nova Swing (Nova Swing).
- Premio Philip K. Dick per il 2008 a Nova Swing (Nova Swing).
- Goldsmiths Prize per il 2020 a Riaffiorano le terre inabissate (The Sunken Land Begins to Rise Again).